# Mikael Åkerfeldt
Mikael Åkerfeldt (* 17. dubna 1974) je švédský zpěvák, kytarista a skladatel. Roku 1990 založil původně death metalovou, nyní již spíše prog rockovou kapelu Opeth.

## Osobní život
V srpnu 2003 se oženil se svou dlouholetou přítelkyní Annou, se kterou má dvě dcery Melindu a Mirjam. První se jim narodila v roce 2004, druhá pak o tři roky později. V roce 2016 v rozhovoru pro britský magazín The Quietus se nechal slyšet, že se s manželkou rozvedl.